# Mistrzostwa Czterech Kontynentów w Łyżwiarstwie Figurowym 2014
Mistrzostwa czterech kontynentów w łyżwiarstwie figurowym 2014 – 16. edycja zawodów rangi mistrzowskiej dla łyżwiarzy figurowych z Azji, Afryki, Ameryki oraz Australii i Oceanii. Mistrzostwa odbywały się od 20 do 26 lutego 2014 roku w Tajpej.
Wśród solistów zwyciężył Japończyk Takahito Mura, zaś wśród solistek triumfowała jego rodaczka Kanako Murakami. W konkurencji par sportowych złoto zdobyli reprezentanci Chin Sui Wenjing i Han Cong. W konkurencji par tanecznych tytuł wywalczyli reprezentanci Stanów Zjednoczonych Madison Hubbell i Zachary Donohue.

## Kwalifikacje
W zawodach mogli wziąć udział reprezentanci czterech kontynentów: Azji, Afryki, Ameryki oraz Australii i Oceanii, którzy przed dniem 1 lipca 2013 roku ukończyli 15 rok życia. W odróżnieniu od innych zawodów rangi mistrzowskiej w łyżwiarstwie figurowym, każdy kraj może wystawić 3 reprezentantów w każdej konkurencji, niezależnie od wyników osiągniętych przed rokiem.
Warunkiem uczestnictwa zawodników wytypowanych przez krajową federację jest uzyskanie minimalnej oceny technicznej (TES) na międzynarodowych zawodach ISU w sezonie bieżącym lub poprzednim. Punkty za oba programy mogą być zdobyte na różnych zawodach. ISU akceptuje wyniki, jeśli zostały uzyskane na międzynarodowych konkursach uznawanych przez ISU na co najmniej 21 dni przed pierwszym oficjalnym dniem treningowym mistrzostw.
| Minimalna ocena techniczna (TES) | Minimalna ocena techniczna (TES) | Minimalna ocena techniczna (TES) |
| Konkurencja                      | SP / SD                          | FS / FD                          |
| -------------------------------- | -------------------------------- | -------------------------------- |
| Soliści                          | 25                               | 45                               |
| Solistki                         | 20                               | 36                               |
| Pary sportowe                    | 20                               | 36                               |
| Pary taneczne                    | 18                               | 28                               |

## Klasyfikacja medalowa
| L.p. | Reprezentacja     | Złoto | Srebro | Brąz | Razem |
| ---- | ----------------- | ----- | ------ | ---- | ----- |
| 1    | Japonia           | 2     | 2      | 0    | 4     |
| 2    | Stany Zjednoczone | 1     | 1      | 2    | 4     |
| 3    | Chiny             | 1     | 0      | 2    | 3     |
| 4    | Kanada            | 0     | 1      | 0    | 1     |

## Wyniki

### Soliści
| Poz.                                 | Zawodnik                   | Reprezentacja     | Nota łączna | SP  | SP    | FS  | FS     |
| ------------------------------------ | -------------------------- | ----------------- | ----------- | --- | ----- | --- | ------ |
| 1                                    | Takahito Mura              | Japonia           | 242,56      | 1   | 84,21 | 2   | 158,35 |
| 2                                    | Takahiko Kozuka            | Japonia           | 236,38      | 4   | 76,85 | 1   | 159,53 |
| 3                                    | Song Nan                   | Chiny             | 236,09      | 3   | 78,71 | 3   | 157,38 |
| 4                                    | Dienis Ten                 | Kazachstan        | 226,37      | 5   | 76,34 | 4   | 150,03 |
| 5                                    | Richard Dornbush           | Stany Zjednoczone | 224,44      | 2   | 82,13 | 7   | 142,31 |
| 6                                    | Joshua Farris              | Stany Zjednoczone | 221,00      | 7   | 74,85 | 5   | 146,15 |
| 7                                    | Guan Jinlin                | Chiny             | 214,26      | 9   | 71,06 | 6   | 143,20 |
| 8                                    | Adam Rippon                | Stany Zjednoczone | 213,20      | 8   | 72,90 | 8   | 140,30 |
| 9                                    | Jeremy Ten                 | Kanada            | 208,51      | 6   | 75,21 | 11  | 133,30 |
| 10                                   | Nam Nguyen                 | Kanada            | 204,69      | 10  | 68,17 | 10  | 136,52 |
| 11                                   | Elladj Baldé               | Kanada            | 201,45      | 13  | 64,33 | 9   | 137,12 |
| 12                                   | Christopher Caluza         | Filipiny          | 191,21      | 11  | 67,84 | 13  | 123,37 |
| 13                                   | Misza Ge                   | Uzbekistan        | 188,41      | 12  | 65,26 | 14  | 123,15 |
| 14                                   | Lee June-hyoung            | Korea Południowa  | 184,14      | 19  | 57,65 | 12  | 126,49 |
| 15                                   | Abzał Rakimgalijew         | Kazachstan        | 184,13      | 15  | 62,25 | 15  | 121,88 |
| 16                                   | Wang Yi                    | Chiny             | 179,52      | 17  | 61,13 | 16  | 118,39 |
| 17                                   | Keiji Tanaka               | Japonia           | 178,91      | 14  | 62,61 | 17  | 116,30 |
| 18                                   | Tsao Chih-i                | Chińskie Tajpej   | 166,73      | 22  | 51,12 | 18  | 115,61 |
| 19                                   | Lee Dong-won               | Korea Południowa  | 166,73      | 16  | 61,16 | 19  | 105,57 |
| 20                                   | Brendan Kerry              | Australia         | 163,37      | 18  | 59,00 | 20  | 104,37 |
| 21                                   | David Kranjec              | Australia         | 156,50      | 20  | 52,36 | 21  | 104,14 |
| 22                                   | Jordan Ju                  | Chińskie Tajpej   | 152,46      | 21  | 52,17 | 22  | 100,29 |
| 23                                   | Julian Zhi Jie Yee         | Malezja           | 137,56      | 23  | 49,29 | 24  | 88,27  |
| 24                                   | Maverick Eguia             | Filipiny          | 136,99      | 24  | 46,74 | 23  | 90,25  |
| Nie awansowali do programu dowolnego |                            |                   |             |     |       |     |        |
| 25                                   | Chen Jui-shu               | Chińskie Tajpej   | NQ          | 25  | 46,13 | NQ  | NQ     |
| 26                                   | Ronald Lam                 | Hongkong          | NQ          | 26  | 45,59 | NQ  | NQ     |
| 27                                   | Andrew Dodds               | Australia         | NQ          | 27  | 42,19 | NQ  | NQ     |
| WD                                   | Kim Jin-seo                | Korea Południowa  | DNS         | DNS | DNS   | DNS | DNS    |
| WD                                   | Michael Christian Martinez | Filipiny          | DNS         | DNS | DNS   | DNS | DNS    |

### Solistki
| Poz. | Zawodniczka                | Reprezentacja     | Nota łączna | SP | SP    | FS | FS     |
| ---- | -------------------------- | ----------------- | ----------- | -- | ----- | -- | ------ |
| 1    | Kanako Murakami            | Japonia           | 196,91      | 1  | 64,73 | 1  | 132,18 |
| 2    | Satoko Miyahara            | Japonia           | 186,53      | 4  | 60,27 | 2  | 126,26 |
| 3    | Li Zijun                   | Chiny             | 181,56      | 2  | 62,84 | 3  | 118,72 |
| 4    | Haruka Imai                | Japonia           | 175,40      | 3  | 62,72 | 6  | 112,68 |
| 5    | Courtney Hicks             | Stany Zjednoczone | 169,99      | 7  | 56,36 | 4  | 113,63 |
| 6    | Kim Hae-jin                | Korea Południowa  | 166,84      | 5  | 57,48 | 7  | 109,36 |
| 7    | Alaine Chartrand           | Kanada            | 165,19      | 15 | 52,14 | 5  | 113,05 |
| 8    | Samantha Cesario           | Stany Zjednoczone | 164,87      | 6  | 57,40 | 8  | 107,47 |
| 9    | Park So-youn               | Korea Południowa  | 162,71      | 8  | 55,91 | 9  | 106,80 |
| 10   | Mirai Nagasu               | Stany Zjednoczone | 159,78      | 9  | 55,39 | 10 | 104,39 |
| 11   | Zhang Kexin                | Chiny             | 157,57      | 12 | 54,49 | 11 | 103,08 |
| 12   | Amélie Lacoste             | Kanada            | 156,17      | 10 | 55,19 | 12 | 100,98 |
| 13   | Veronik Mallet             | Kanada            | 154,03      | 11 | 55,08 | 13 | 98,95  |
| 14   | Brooklee Han               | Australia         | 150,17      | 14 | 52,55 | 14 | 97,62  |
| 15   | Zhao Ziquan                | Chiny             | 142,32      | 13 | 53,82 | 16 | 88,50  |
| 16   | Kim Tae-kyung              | Korea Południowa  | 132,84      | 18 | 38,91 | 15 | 93,93  |
| 17   | Alisson Krystle Perticheto | Filipiny          | 114,95      | 16 | 47,81 | 19 | 67,14  |
| 18   | Ami Parekh                 | Indie             | 110,66      | 17 | 41,10 | 18 | 69,56  |
| 19   | Reyna Hamui                | Meksyk            | 110,26      | 21 | 32,49 | 17 | 77,77  |
| 20   | Crystal Kiang              | Chińskie Tajpej   | 103,26      | 19 | 36,30 | 20 | 66,96  |
| 21   | Lejeanne Marais            | Południowa Afryka | 98,93       | 20 | 32,62 | 21 | 66,31  |

### Pary sportowe
| Poz. | Zawodnicy                         | Reprezentacja     | Nota łączna | SP | SP    | FS | FS     |
| ---- | --------------------------------- | ----------------- | ----------- | -- | ----- | -- | ------ |
| 1    | Sui Wenjing / Han Cong            | Chiny             | 212,40      | 1  | 75,26 | 1  | 137,14 |
| 2    | Tarah Kayne / Daniel O’Shea       | Stany Zjednoczone | 181,45      | 3  | 62,05 | 2  | 119,40 |
| 3    | Alexa Scimeca / Chris Knierim     | Stany Zjednoczone | 170,35      | 2  | 66,04 | 4  | 104,31 |
| 4    | Haven Denney / Brandon Frazier    | Stany Zjednoczone | 167,10      | 4  | 58,57 | 3  | 108,53 |
| 5    | Natasha Purich / Mervin Tran      | Kanada            | 147,80      | 7  | 49,57 | 5  | 98,23  |
| 6    | Margaret Purdy / Michael Marinaro | Kanada            | 139,99      | 5  | 51,97 | 7  | 88,02  |
| 7    | Wang Wenting / Zhang Yan          | Chiny             | 139,95      | 6  | 49,98 | 6  | 89,97  |

### Pary taneczne
| Poz. | Zawodnicy                                      | Reprezentacja     | Nota łączna | SD | SD    | FD | FD    |
| ---- | ---------------------------------------------- | ----------------- | ----------- | -- | ----- | -- | ----- |
| 1    | Madison Hubbell / Zachary Donohue              | Stany Zjednoczone | 158,25      | 2  | 61,05 | 1  | 97,20 |
| 2    | Piper Gilles / Paul Poirier                    | Kanada            | 153,71      | 1  | 62,38 | 2  | 91,33 |
| 3    | Alexandra Aldridge / Daniel Eaton              | Stany Zjednoczone | 144,95      | 3  | 57,65 | 3  | 87,30 |
| 4    | Kharis Ralph / Asher Hill                      | Kanada            | 137,03      | 4  | 53,97 | 4  | 83,06 |
| 5    | Nicole Orford / Thomas Williams                | Kanada            | 133,42      | 5  | 53,73 | 6  | 79,69 |
| 6    | Lynn Kriengkrairut / Logan Giulietti-Schmitt   | Stany Zjednoczone | 130,05      | 6  | 49,55 | 5  | 80,50 |
| 7    | Danielle O’Brien / Gregory Merriman            | Australia         | 121,44      | 10 | 44,16 | 7  | 77,28 |
| 8    | Zhang Yiyi / Wu Nan                            | Chiny             | 116,34      | 9  | 44,60 | 8  | 71,74 |
| 9    | Wang Shiyue / Liu Xinyu                        | Chiny             | 115,66      | 7  | 46,81 | 9  | 68,85 |
| 10   | Yura Min / Timothy Koleto                      | Korea Południowa  | 111,23      | 8  | 45,12 | 10 | 66,11 |
| 11   | Zhao Yue / Liu Chang¹                          | Chiny             | 99,84       | 13 | 41,45 | 12 | 58,39 |
| 12   | Emi Hirai / Marien De La Asuncion              | Japonia           | 99,82       | 11 | 44,11 | 14 | 55,71 |
| 13   | Ksienija Korobkowa / Daryn Żunusow             | Kazachstan        | 98,79       | 14 | 39,80 | 11 | 58,99 |
| 14   | Pilar Maekawa Moreno / Leonardo Maekawa Moreno | Meksyk            | 97,11       | 12 | 43,22 | 15 | 53,89 |
| 15   | Jelizaweta Tretiakow / Wiktor Kowałenko        | Uzbekistan        | 91,76       | 15 | 35,68 | 13 | 56,08 |

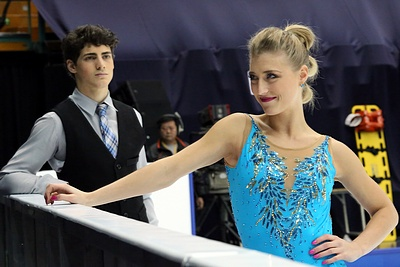
Wicemistrzowie czterech kontynentów w parach tanecznych, Piper Gilles i Paul Poirier (CAN) podczas występu

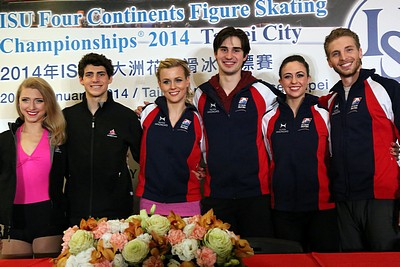
Medaliści w parach tanecznych na konferencji prasowej, od lewej Gilles / Poirier (CAN), Hubbell / Donohue (USA), Aldridge / Eaton (USA)

¹ Chińska para Zhao Yue / Liu Chang została później zdyskwalifikowana z powodu wykrycia dopingu u Liu.